# الأرض الميتة (رواية)
الأرض الميتة
في أرض الموت هي رواية خيال علمي عسكري 1997 من قبل الكاتب الأمريكي ديفيد ويبر وستيف وايت واكمل القصة في الرواية التي تبعتها خيار شيفا العنوان مأخود من مقطع من الفصل 11 من فن الحرب من صن تزو النص الاصلي هو من الصينية التقليدية " انهيار الارض التطويق هو التأمر المتى يقاتلون
ملخص المؤامرة
تم تعين الرواية في المستقبل البعيد يعد الاكتشاف العرضي للسفر بين []النجوم]] عبر نقاط الالتفاف توسعت البشرية في جميع انحاء الفضاء تتطور الاتحاد إلى اتحاد ارضي الذي يتكون من العوالم الاساسية مثل الأرض والالفا ستوري عوالم الشركات مثل نجم غالواي وعوالم الهامشية التي استعمرتها مجموعات صغيرة من الناس مثل التفكير تسعى للحفاظ على الهويات العرقية أو الثقافية من الوقوع في الضياع في العالمية الساحرة (يوجد توتر بين المجموعات الثلاث مجموعات من العوالم) وايضا استكشف في تمرد اخر رواية كتبها أيضا ويبر ووايت بعد الاورنات الحربية الماكرة وشركاء الجرومين الطيور مثل سلسلة من الحروب بين النجوم طفيلي نوع من أنواع الطيور ابادة الاجناس استكشف في رواية بريقول رواية صليبية وقد شهدت البشرية عطلة من التاريخ 70 سنة أي سبعة عقود من السلام سرب استطلاع يسافر من خلال نقطة التفاف مجهولة يصادف الانواع الشبيهة بالخلية التي يشار اليها بسخرية باسم البق مستوحاه من العناكب هي روبت هايتلاين جنود المركبة الفضائية تفشل جميع المحاولات في الاتصال والبق كمين سرب استطلاع مع خسارة كبيرة من المواد والحياة البشرية مطاردة الناجيين والبق جبل غزو وضخم من الأرض والفضاء اوريون الاقمار الصناعية تترك وراءها رصد الكواكب وتكشف عن البق وتنظر في اشكال الحياة الأخرى كمصادر الغذاء في الواقع البق يفضلون ان تستهلك كفريسة فضلا عن البقاء على قيد الحياة وكشف في وقت لاحق ان البق رقع مزارع من الانواع التي غزت الفضاء والبديل هو الإبادة الجماعية لتكافؤ الفرص والارض والعروبة وغروم والطيور تشكل تحالف كبير مع الأرض والعروبة كاعضاء الروايودة طويلة الملامح ومفصلة جدا للفضاء ولتسلسل المعركة الارضية مناقشات مفصلة للمبدأ التكتيكي وسباق التسلح جاري بين التحالف والبق وتطوير العلاقات بين الافراد العسكريين من مختلف الخلفيات والانواع ويستند الكون والروايات على سلسلة من المناورات ستار فاير أي ديفيد ويبر ساعد ان يطور ويتلقى تواجد في طبعات مختلفة منذ عام 1976

## وصلات خارجية
- الأرض الميتة على موقع IMDb (الإنجليزية)
- الأرض الميتة على موقع ميتاكريتيك (الإنجليزية)
- الأرض الميتة على موقع روتن توميتوز (الإنجليزية)
- الأرض الميتة على موقع قاعدة بيانات الأفلام العربية
- الأرض الميتة على موقع ألو سيني (الفرنسية)
- الأرض الميتة على موقع أول موفي (الإنجليزية)
- الأرض الميتة على موقع بوكس أوفيس موجو (الإنجليزية)
- الأرض الميتة على موقع فيلمافينيتي (الإسبانية)
- الأرض الميتة على موقع قاعدة بيانات الأفلام السويدية (السويدية)
- الأرض الميتة على موقع قاعدة بيانات الفيلم (الإنجليزية)

1. ↑  مذكور في: رسم قوقل البياني المعرفي.
2. ↑  وصلة مرجع: http://www.imdb.com/title/tt3399916/. الوصول: 9 مايو 2016.
3. 1 2  مذكور في: قاعدة بيانات الأفلام التشيكية السلوفاكية. لغة العمل أو لغة الاسم: التشيكية. تاريخ النشر: 2001.